# Quintus Caedicius Noctua
Quintus Caedicius Noctua war ein römischer Staatsmann im ersten Drittel des 3. Jahrhunderts v. Chr.
Die gens Caedicia war bis dahin in der Geschichte nur wenig hervorgetreten. Sein sonst unbekannter Vater hieß wohl Quintus; vielleicht war Gaius Caedicius, der in der Schlacht von Aquilonia 293 v. Chr. die Reiterei kommandierte, sein Bruder.
Er gelangte 289 zusammen mit Marcus Valerius Maximus Corvinus zum Konsulat. Im Jahr 283 wurde er Zensor und legte aus unbekannten Gründen sein Amt nieder; der Name seines Kollegen ist in den Fasten nicht erhalten. Sein Sohn dürfte Quintus Caedicius, der Konsul von 256, gewesen sein.